# Rui Silva
Rui Manuel Monteiro da Silva (* 3. srpna 1977, Santarém) je portugalský atlet, běžec, který se věnuje středním tratím.
Jeho specializací je zejména běh na 1500 metrů. V roce 1999 získal ve švédském Göteborgu zlatou medaili na druhém ročníku mistrovství Evropy do 23 let. Je trojnásobným halovým mistrem Evropy a halovým mistrem světa. V hale rovněž získal dvě stříbrné medaile na dvojnásobné, tříkilometrové trati. První na HME 2000 v Gentu a druhou na HMS 2004 v Budapešti.
Dvakrát reprezentoval na letních olympijských hrách. Na olympiádě 2000 v australském Sydney skončila jeho cesta v úvodním rozběhu. O čtyři roky později vybojoval na olympiádě v Athénách v čase 3:34,68 bronzovou medaili v běhu na 1500 metrů. Stříbro získal Bernard Lagat, tehdy reprezentující Keňu a zlato Maročan Hicham El Guerrouj.

## Osobní rekordy
- 1500 m (hala) – 3:34,99 – 7. březen 1999, Maebaši
- 1500 m (venku) – 3:30,07 – 19. červenec 2002, Monako